# 126th Air Refueling Wing

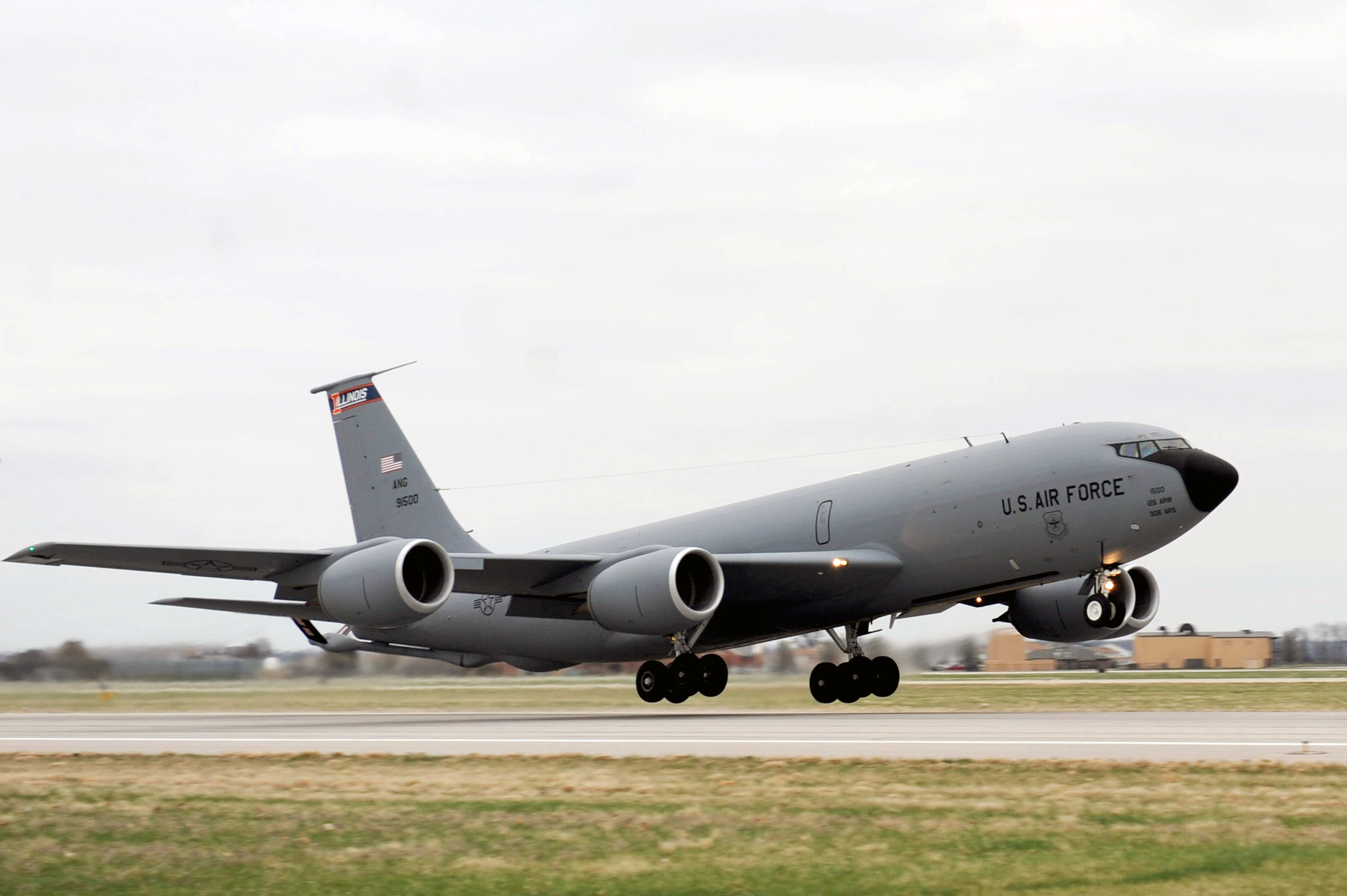
KC-135R del 108th ARS

Il 126th Air Refueling Wing è uno stormo da rifornimento in volo dell'Illinois Air National Guard. Riporta direttamente all'Air Mobility Command quando attivato per il servizio federale. Il suo quartier generale è situato presso la Scott Air Force Base, in Illinois.

## Organizzazione
Attualmente, al maggio 2017, esso controlla:
- 126th Operations Group
  - 126th Operation Support Flight
  -  108th Air Refueling Squadron - Equipaggiato con KC-135R

All'unità è associato il 906th Air Refueling Squadron del 375th Air Mobility Wing
- 126th Maintenance Group
  - 126th Aircraft Maintenance Squadron
  - 126th Maintenance Squadron
  - 126th Maintenance Operations Flight
- 126th Mission Support Group
  - 126th Civil Engineer Squadron
  - 126th Force Support Squadron
  - 126th Logistics Readiness Squadron
  - 126th Security Forces Squadron
  - 126th Communications Flight
- 126th Medical Group
- 126th Comptroller Flight